# Sítio d'Abadia
Sítio d'Abadia is een gemeente in de Braziliaanse deelstaat Goiás. De gemeente telt 3.510 inwoners (schatting 2009).

## Aangrenzende gemeenten
De gemeente grenst aan Alvorada do Norte, Buritinópolis, Flores de Goiás, Mambaí, Cocos (BA), Jaborandi (BA) en Formoso (MG).